# Affaire des saucisses

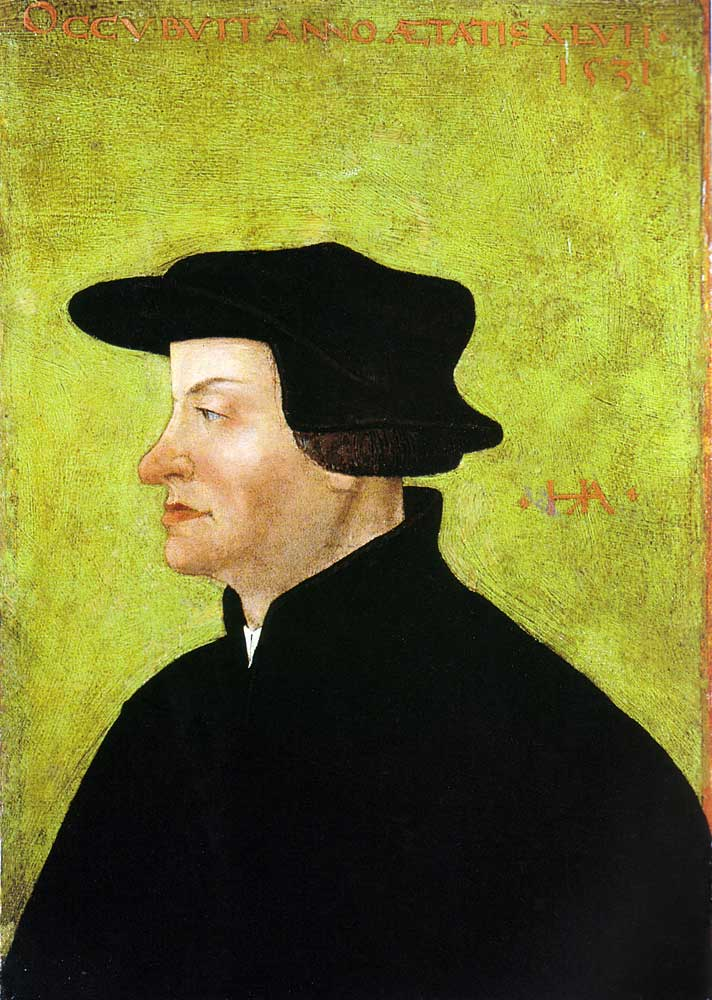
Ulrich Zwingli, 1531.

L’affaire des saucisses, en 1522, marque le début de la Réforme protestante à Zurich par Ulrich Zwingli.

## Déroulement
Le 22 mars 1522, en pleine période de carême, l’imprimeur humaniste Christoph Froschauer donne à manger de la saucisse à ses employés et à trois prêtres présents ce jour-là. La viande est absolument proscrite par l'Église catholique en ce temps de pénitence qui précède Pâques, et le geste suscite un scandale, bien qu'il s'agisse probablement de tranches fines de saucisses fumées vieilles de plus d'un an. Ulrich Zwingli, curé de la Grossmünster, l'église principale de Zurich, s’abstient de manger de la viande mais défend le choix de ses amis. Lors d'un sermon intitulé « Von Erkiesen und Freiheit der Speisen », « Du choix et de la liberté des mets », il défend la liberté du chrétien : « De ton plein gré, veux-tu renoncer à la viande, n’en mange pas ! Mais laisse à ton frère sa liberté. »,,,. 
Les esprits s’enflamment et les conservateurs profèrent des menaces. L’évêque de Constance cherche à sévir. Sur une suggestion de Zwingli, le conseil de la ville organise le 29 janvier 1523 une réunion publique pour débattre et juger l'affaire. Pour être comprise du plus grand nombre, elle se déroule en allemand et non en latin, comme c'est alors l'usage dans les disputes universitaires. C'est le début de la Réforme protestante en Suisse, sous le contrôle des laïcs bourgeois, alors qu'en Allemagne, après l'impulsion de Martin Luther, elle est prise en main par les princes avec comme principe « Cujus regio, ejus religio ».